# Kursurivier
De Kursurivier (Zweeds: Kursujoki) is een rivier, die stroomt in de Zweedse  gemeente Kiruna. De rivier ontvangt haar water van de hellingen van de Kilaberg en de Hopukka en het daartussen gelegen  Kilabergmeer. De rivier stroomt naar het noorden en levert haar water in bij het Grote Kulumeer. De rivier is circa 7 kilometer lang.
Afwatering: Kursurivier → (Grote Kulumeer) → Luongasrivier → Torne → Botnische Golf